# Silvia Núñez Esquer
Silvia Isabel Núñez Esquer (Hermosillo, Sonora, 4 de abril de 1960) es una periodista y activista mexicana. En 2021 fue reconocida por el Congreso del Estado de Sonora por la cobertura que le ha dado a los derechos humanos de las mujeres por más de 30 años. Fundadora de Mujer Sonora, un portal de periodismo con perspectiva de género. Precursora en la lucha por los derechos de la mujer en Sonora y una de las impulsoras de la tipificación del feminicidio en el Código Penal en Sonora. Investigadora y conferencista en temas de  violencia de género y feminicidio.

## Trayectoria
Desde temprana edad manifestó su interés en las ciencias sociales, estudió la licenciatura en derecho por dos años en la Universidad de Sonora. Sin embargo, la dejó al enterarse de que la Universidad del Noroeste (actualmente Universidad del Valle de México) abrió la primera carrera en ciencias de la comunicación en Sonora. Poco tiempo después también la Universidad de Sonora incorporó esta carrera a su oferta, por lo que se cambió de escuela y concluyó sus estudios en esta institución. Posteriormente obtuvo su maestría en políticas y gestión del desarrollo social.
En sus inicios se encuentra su incursión en los medios como parte del noticiero Hechos y Palabras. Su trayectoria como periodista incluye su trabajo como locutora en Radio Universidad y en Uniradio llegando a ser la Coordinadora General de contenidos en Radio Universidad y responsable de la estrategia de comunicación de la Red Estatal de radiodifusoras de la Universidad de Sonora. Fue la primera locutora que trabajó en la Frecuencia Modulada en la ciudad de Hermosillo, abriendo oportunidades para las mujeres en esta profesión.
Reportera en la Revista ASÍ, autora de reportajes en CIMAC Noticias, una agencia informativa nacional que se especializa en contenido con perspectiva de género, corresponsal de la agencia especializada de Comunicación e Información de la Mujer A.C. Como periodista ha participado en la difusión de entrevistas a mujeres que comenzaban a destacar en algunos ámbitos y otras consolidadas. Entre sus reportajes ha tenido coberturas de temas como la Conferencia Mundial sobre la Mujer de 1995 lo que marcó un momento decisivo en la obligatoriedad de los estados en cuanto a los derechos de las mujeres.
Su reportaje Las muertas de Agua Prieta, obtuvo el tercer lugar en la Cuarta Bienal Internacional de Radio en la categoría de radioreportaje en el 2002, el cual trata de una investigación sobre el caso de las jóvenes mujeres asesinadas en Agua Prieta, Sonora y cuyo caso sigue sin esclarecerse.

## Activismo
Alrededor de 1980, antes de participar en el activismo feminista, se relacionó primero con el activismo sindical, marcando la pauta de la lucha por nuevos derechos laborales. Fue en esta época cuando se percató de la lucha de mujeres organizadas que exigían la ampliación de los derechos para las madres trabajadoras. A principios de 1990 pasa del activismo sindical al social como consecuencia de las múltiples expresiones de discriminación y violencia que visualiza en la sociedad sonorense, en un contexto donde la violencia contra las mujeres era común y no había leyes específicas que la sancionaran. Durante este periodo se relaciona con el Grupo de Información en Reproducción Elegida (GIRE).
Formó parte de la red Nosotras Ciudadanas donde inició su participación en la documentación de los asesinatos de las mujeres en el Estado de Sonora. En 2008 recibe la invitación de formar parte del Observatorio Ciudadano Nacional del Feminicidio y a especializarse en el tema. Actualmente esta asociación se ha consolidado como una referencia formal tomada como fuente por investigadores, documentalistas y periodistas de investigación. También forma parte de la Red Nacional de Organismos Civiles de Derechos Humanos "Todos los Derechos para Todas y Todos".
Dentro de sus logros se destaca un acuerdo con el Sindicato de Trabajadores de la Industria de la Radio y la Televisión para la creación de un manual de lenguaje no sexista que regule las transmisiones cotidianas para eliminar los comentarios misóginos y el establecimiento de sanciones a quienes incurran en estas faltas.
Documentó con un análisis exhaustivo con estadísticas y un seguimiento puntual del incendio de la Guardería ABC, en el que 49 hijos de obreros murieron el 5 de junio de 2009 a causa de la corrupción. Silvia continua dando seguimiento a este caso aún impune, acompañando a las familias de las víctimas, tanto en marchas como analizando la documentación sobre el caso y promoviendo sitios de ayuda.
En 2013, fue parte del movimiento que impulsó la tipificación del delito de feminicidio en el Código Penal en México, un proceso que duró aproximadamente cuatro años en el país, y dos en Sonora. Silvia Núñez es también una de las peticionarias de la segunda Declaratoria de Alerta de Violencia de Género para Sonora, para los municipios de Hermosillo, Cajeme, Guaymas, Empalme, Nogales y San Luis Río Colorado.
En febrero de 2020 fue víctima de agresiones y amenazas por su labor activista a favor de los derechos de las mujeres.

## Publicaciones
Silvia Núñez ha publicado artículos y ponencias en diversos libros y foros, sobre la implementación de la Ley General de Acceso de las Mujeres a una vida libre de violencia, la tipificación del feminicidio, y la Norma Oficial Mexicana NOM-04, entre los que se encuentran
- El son de los niños, un hito en radiodifusión. Colección La mirada del Búho, México,  2017.
- Ser activista en el desierto. Feminicidio y participación ciudadana en Sonora, 2016
- Feminicidio y legislación en Sonora: un logro estratégico de la ciudadanía, 2015.
- Las mujeres y el acceso a la justicia, 2013.

## Reconocimientos
- Presea al Poderío de las Mujeres Sonorenses, Congreso del Estado de Sonora, 2021.
- Mujeres que inspiran, Dirección municipal de la mujer, Ayuntamiento de Hermosillo, 2018.
- Reconocimiento por trayectoria periodística, Asociación de Editoras y Comunicadoras de Sonora, A.C., 2017
- Premio al tercer lugar en la IV Bienal Internacional de Radio, Consejo Nacional para la Cultura y las Artes, en la categoría de radio reportaje con el programa Las Muertas de Agua Prieta, 2002.
- Reconocimiento por la contribución a la difusión y promoción de los derechos de la mujer, Comisión Nacional de la Mujer, 2000.